# Ruellia maya
Ruellia maya là một loài thực vật có hoa trong họ Ô rô. Loài này được T.F. Daniel miêu tả khoa học đầu tiên năm 1995.